# Georges Mehdi
Kastriot Mehdi –más conocido como Georges Mehdi– (1934-Río de Janeiro, 6 de noviembre de 2018) fue un judoca brasileño de origen francés. Implicado en el desarrollo de las artes marciales mixtas, Mehdi es conocido por su papel como entrenador de nombres como Wallid Ismail, Mario Sperry y Sylvio Behring.

## Biografía
Nacido en la ciudad francesa de Cannes, Mehdi visitó Brasil durante unas vacaciones en 1949 y decidió mudarse allí en lugar de volver a Francia. Poseyendo ya entrenamiento en judo, Mehdi decidió continuar con su carrera como artista marcial y se enroló en la escuela de Carlos Gracie, donde se enseñaba una doctrina de yudo que más tarde sería conocida como jiu-jitsu brasileño. Georges tuvo rápidamente algunos desacuerdos con la familia Gracie, ya que sus miembros apenas enseñaban el manejo de las proyecciones (nage waza) en la creencia de que la lucha en el suelo (ne waza) era más importante. Mehdi, por su parte, creía simplemente que sus entrenadores no lo enseñaban porque no eran hábiles en ese terreno. También se mostró incómodo ante lo que percibía como una falta de honestidad de los Gracie, ya que éstos presentaron a Mehdi en Brasil como un "campeón de yudo" a pesar de que Georges nunca había participado en un campeonato y anunciaban falsamente que el jiu-jitsu brasileño era un arte del todo diferente del yudo. Por ello, Mehdi abandonó la escuela y viajó a Japón en 1952.
Bajo la tutela de Yasuichi Matsumoto, Mehdi entrenó durante cinco años en la universidad de Tenri en Nara, compartiendo tatami con el Masahiko Kimura y con Isao Okano. También ganaría experiencia en la universidad de Chuo y la escuela Kodokan en Tokio. En total, Mehdi pasó 10 años en Japón y llegó a dar clase de yudo en una escuela secundaria, posiblemente el primer extranjero en hacerlo. Tras ello, Mehdi volvió a Brasil y ganó el campeonato nacional de yudo por siete años consecutivos, ganando además una medalla de plata y otra de bronce en los Juegos Panamericanos de 1963 y 1967, respectivamente; así mismo, recibió el octavo dan en 1979. Su fama en Brasil era tal que el campeón mundial Mike Swain visitó su escuela en 1987, y de hecho se cuenta que tuvieron una breve confrontación cuando Mehdi le corrigió en un movimiento. Ofendido, Swain le retó a un combate de randori, a lo que Mehdi aceptó, y después de un forcejeo, Georges le derribó varias veces y le finalizó impactándole contra la pared del gimnasio. Un mareado Swain se disculpó y alabó su técnica ante sus alumnos.
Durante los años siguientes, Mehdi entrenaría a numerosos nombres de la escena brasileña, incluidos varios de la familia Gracie, tales como Carlson jr., Rickson y Rolls, así como otros deportistas independientes como los hermanos Sylvio y Marcelo Behring, Murilo Bustamante, Mario Sperry y Wallid Ismail. Mehdi también entrenó a Luiz Virgilio Castro de Moura, siete veces campeón nacional de Brasil, quien se cuenta como uno de sus más célebres estudiantes.

### Palmarés internacional en yudo
| Juegos Panamericanos | Juegos Panamericanos | Juegos Panamericanos | Juegos Panamericanos |
| Año                  | Lugar                | Medalla              | Categoría            |
| -------------------- | -------------------- | -------------------- | -------------------- |
| 1963                 | São Paulo (Brasil)   | Medalla de plata     | Abierta              |
| 1967                 | Winnipeg (Canadá)    | Medalla de bronce    | Abierta              |